# Спасо-Преображенская церковь (Шклов)
Спасо-Преображенская церковь (бел. Спаса-Праабражэнская царква) — православный храм, памятник архитектуры эклектики в городе Шклове Могилёвской области Белоруссии. Расположен в центре города по адресу: ул. Советская, 57. Церковь относится к Шкловскому благочинию Могилёвской и Мстиславской епархии Белорусской православной церкви. Входит в Государственный список историко-культурных ценностей Республики Беларусь.

## История
Согласно историку архитектуры Анатолию Кулагину, Спасо-Преображенская церковь в Шклове построена в начале XX века (до 1905 года) с кирпича под влиянием тоновской концепции византийского собора.

## Архитектура
Храм крестообразный в плане, центрической композиции, имеет элементы псевдовизантийского стиля и стиля модерн. Над средокрестием возвышается большой восьмигранный световой барабан, накрытый гранёным шлемовидным куполом. Между рамёнами или концами креста встроены 4 квадратных в плане трёхъярусных башнеобразных объёма. Верхние восьмигранные ярусы со сквозными проёмами завершены гранёными куполами. Различные высоты объёма придают зданию вертикальную динамику. Все фасады решены с ярко выраженной симметрией, подчёркнутой осевым расположением входов, над которыми по 2 окна с арочными завершениями. Их мотив повторяют большие арки вроде закомар в завершении стен. Фасады отделаны сдержанно: тонкие профилированные карнизные тяги, пилястры, плоские ниши.

### Интерьер
Интерьер двусветный, средокрестие перекрыто сомкнутым сводом, остальные части зала — цилиндрическими сводами с распалубками. В юго-западной башне расположена лестница на колокольню. Декоративный акцент в интерьере сделан на группах тонких колонок, поддерживающих световой барабан.

## Галерея

### Исторические снимки

Старые снимки
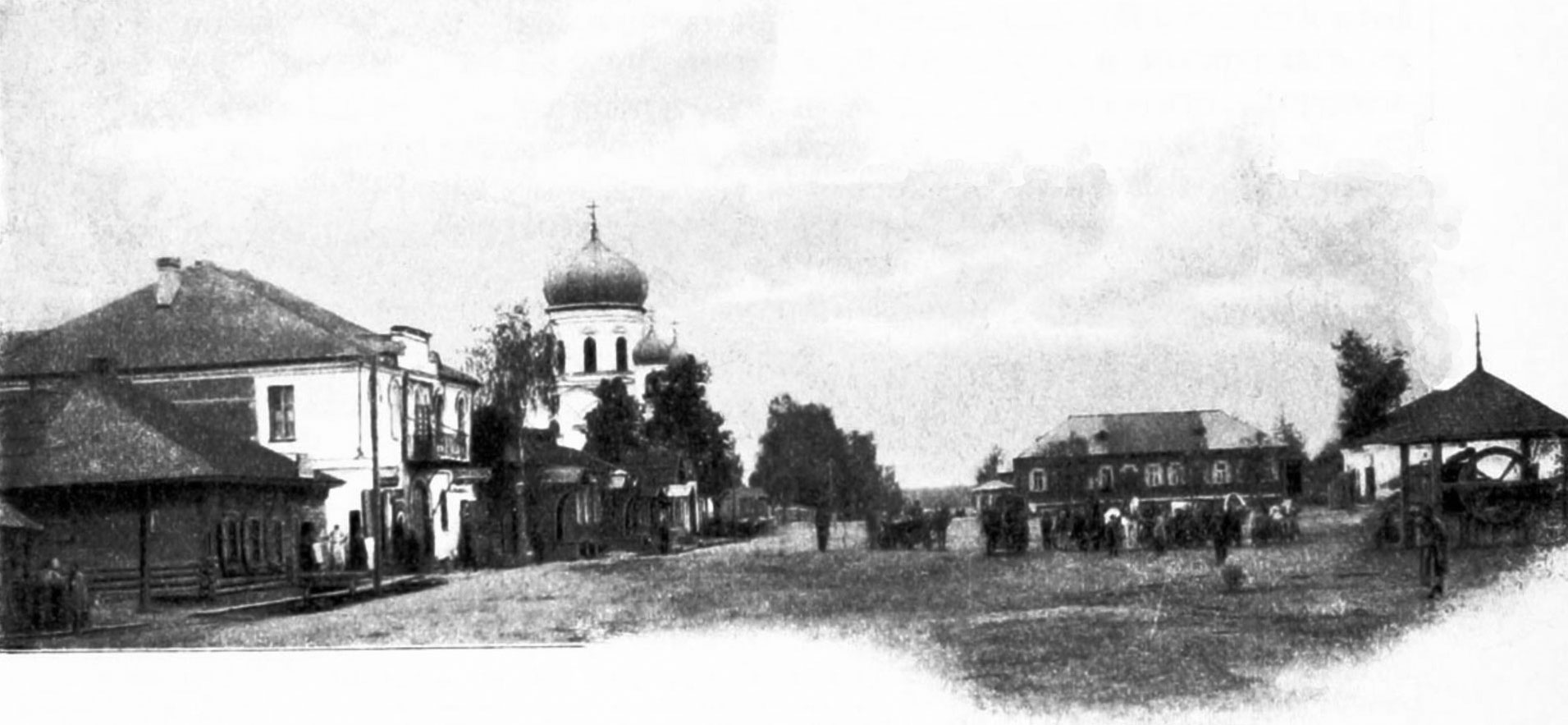
1905 год
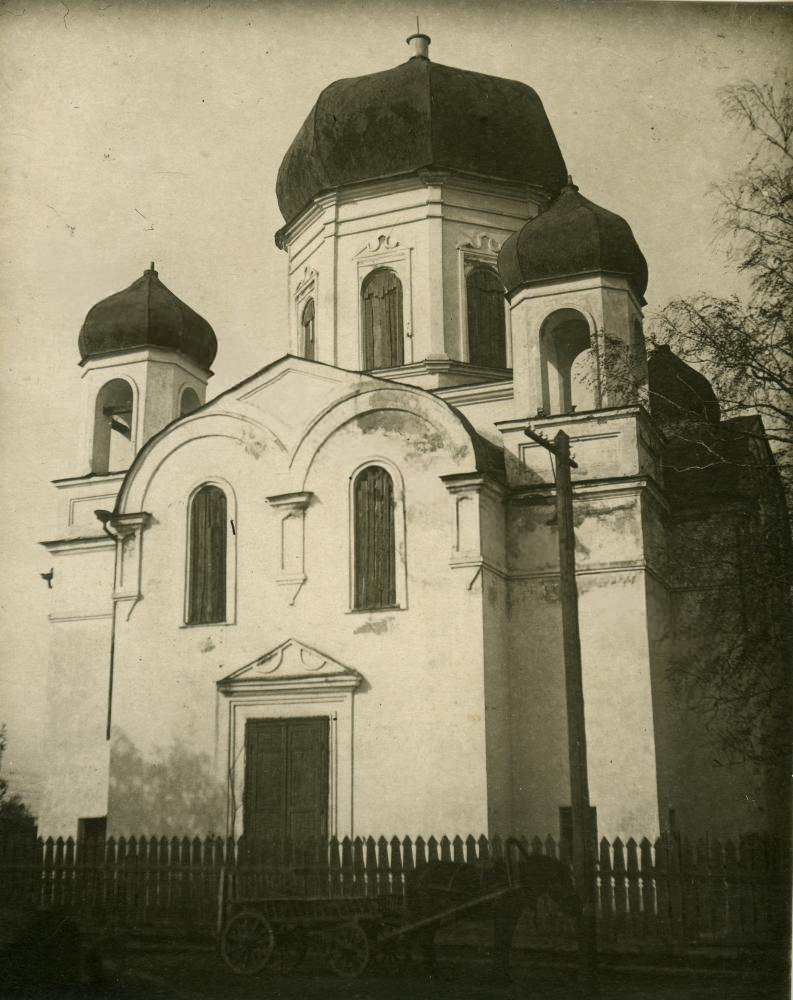
А. Винер, 1939 год
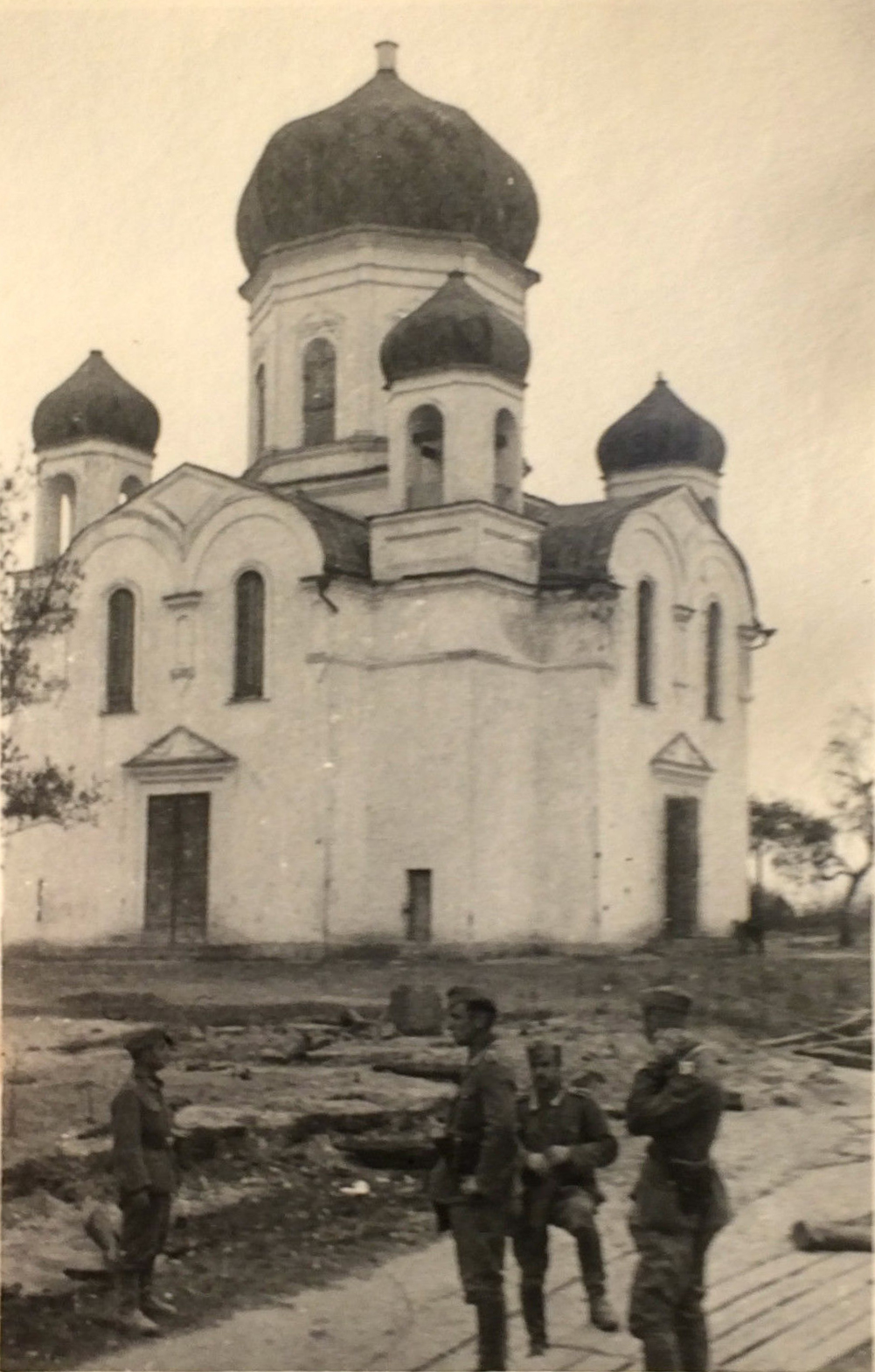
1941 год
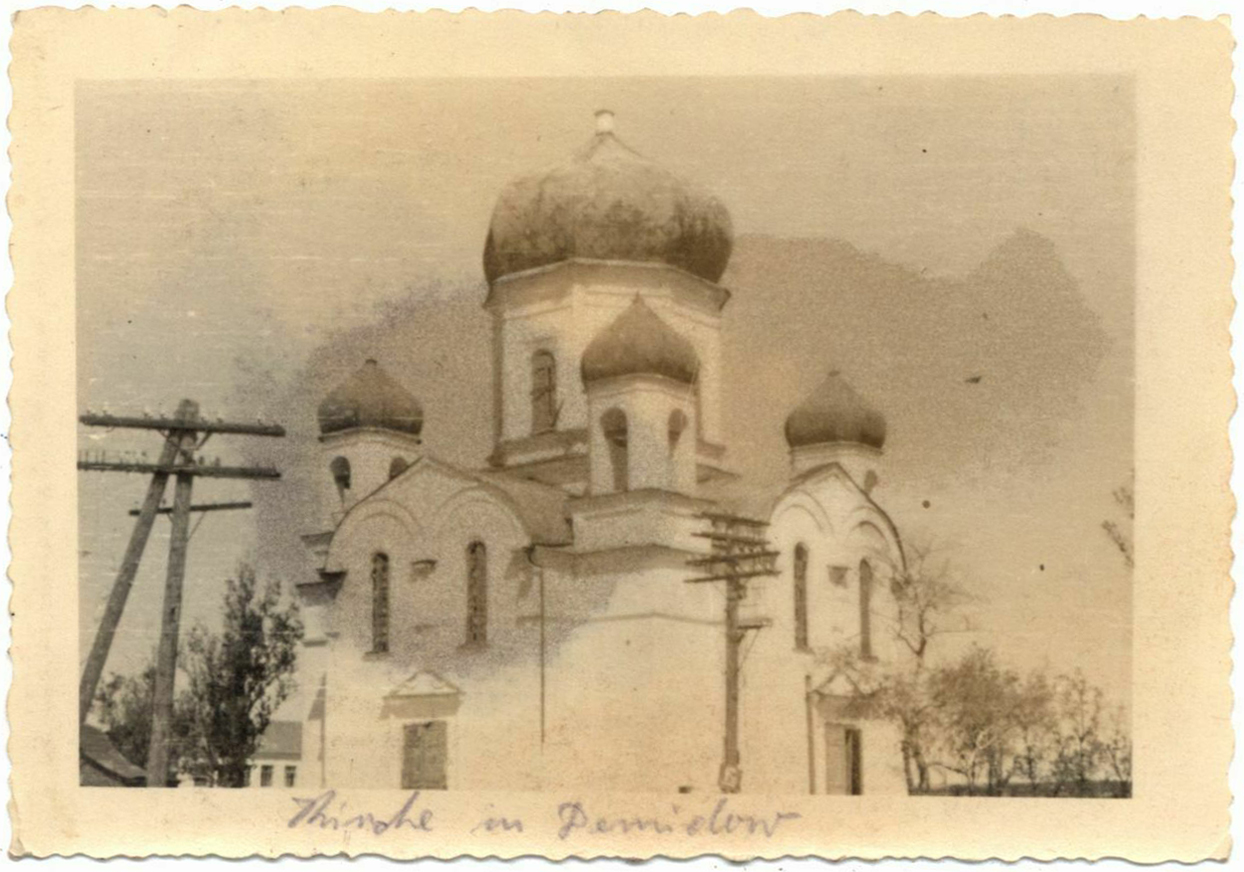
1941 год

### Современные снимки

Современное состояние
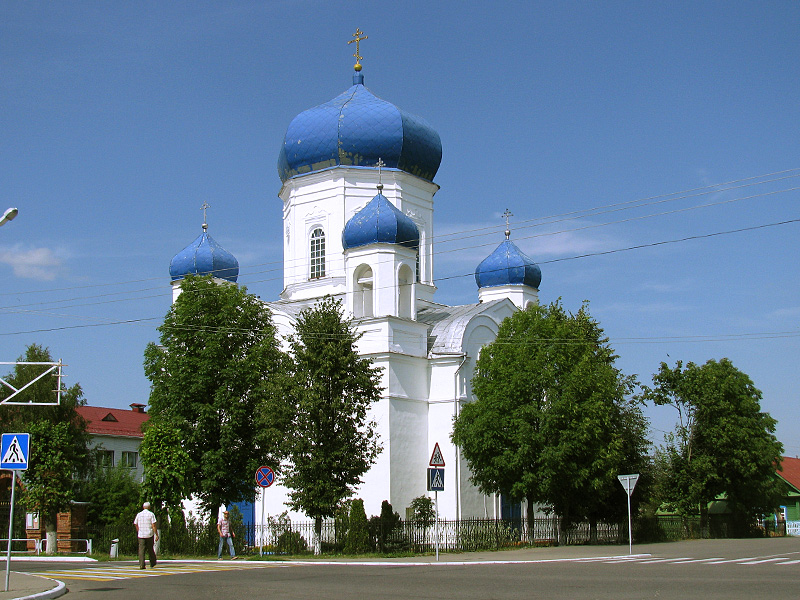
Общий вид
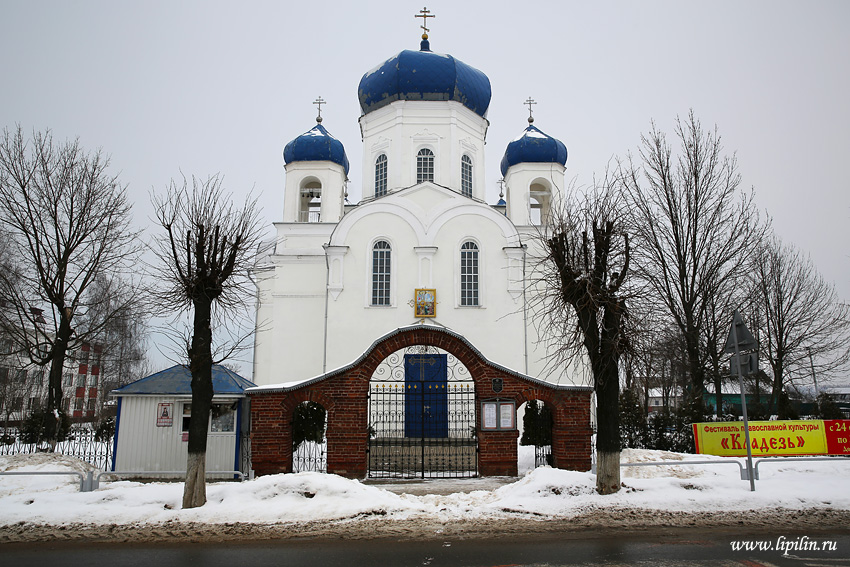
Главный фасад и ворота
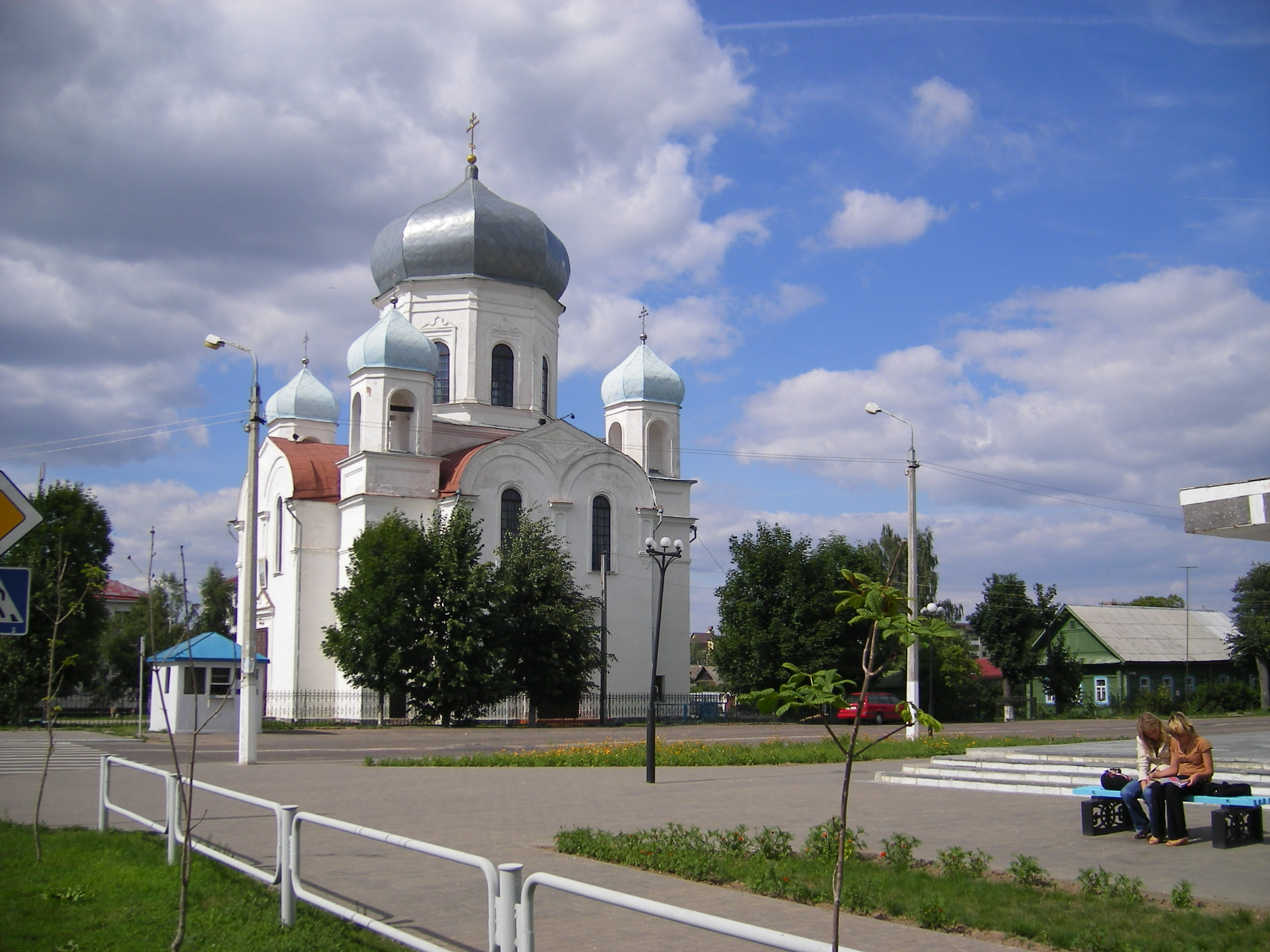
Аутентичный вид куполов
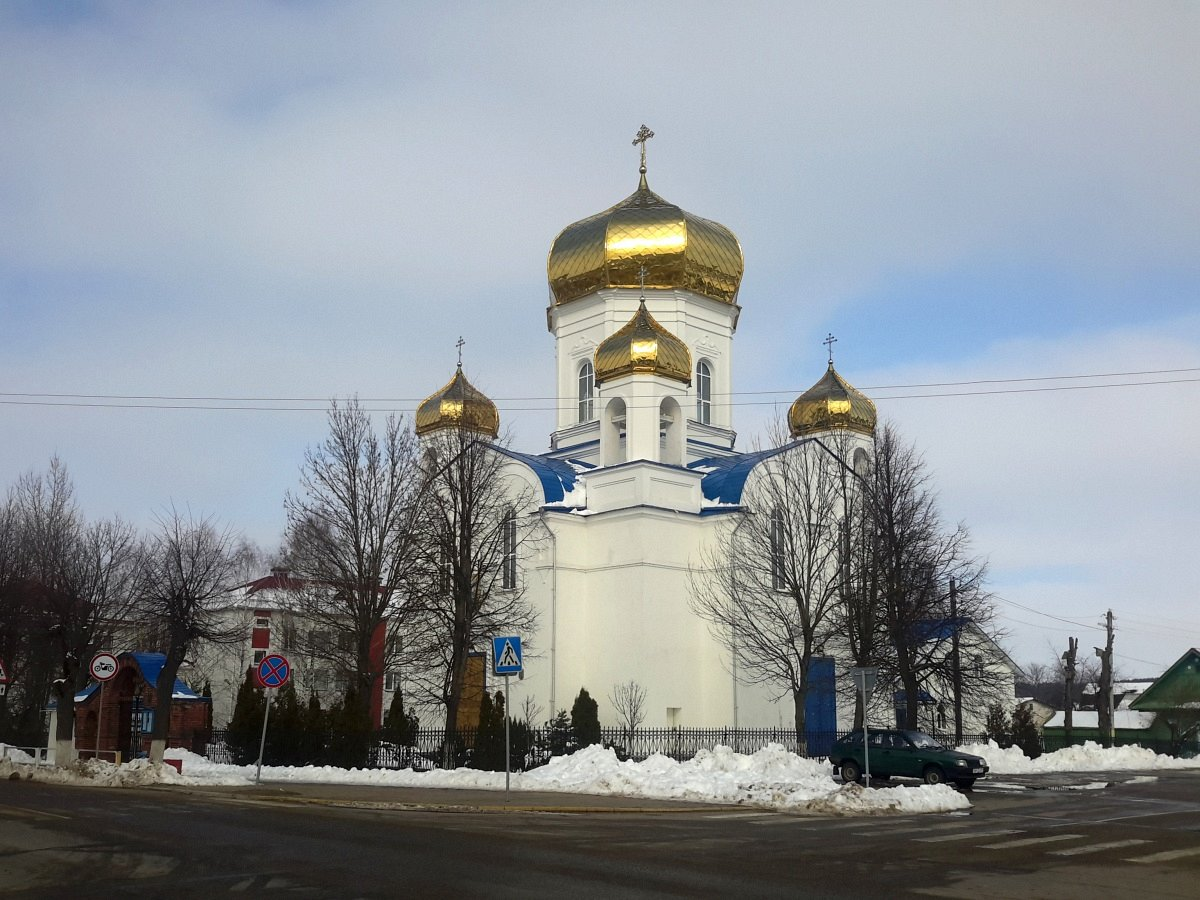
Позолоченные купола